# Okręg Troyes
Okręg Troyes (fr. Arrondissement de Troyes) – okręg w północno-wschodniej Francji. Populacja wynosi 219 tysięcy.

## Podział administracyjny
W skład okręgu wchodzą następujące kantony:
- Aix-en-Othe,
- Arcis-sur-Aube,
- Bar-sur-Seine,
- Bouilly,
- Chaource,
- Chapelle-Saint-Luc,
- Ervy-le-Châtel,
- Essoyes,
- Estissac,
- Lusigny-sur-Barse,
- Mussy-sur-Seine,
- Piney,
- Ramerupt,
- Riceys,
- Sainte-Savine,
- Troyes-1,
- Troyes-2,
- Troyes-3,
- Troyes-4,
- Troyes-5,
- Troyes-6,
- Troyes-7.